# Nganzai
Nganzai è una delle ventisette aree a governo locale (local government areas) in cui è suddiviso lo stato di Borno, nella Repubblica Federale della Nigeria.
Si estende su una superficie di 2.467 chilometri quadrati e conta una popolazione di 99.799 abitanti.